# David Šain
David Šain (Osijek, 8. veljače, 1988.), je hrvatski veslač koji je osvojio zlatnu medalju na svjetskom prvenstvu 2010. godine na Novom Zelandu. 

## Veslačka karijera
Svoju veslačku karijeru je započeo u Veslačkom klubu Iktus u Osijeku 2003. godine.

## Ostvareni rezultati
- olimpijske medalje: 1 srebro
- medalje na svjetskim prvenstvima: 1 zlato, 1 bronca
- medalje na europskim prvenstvima: 1 srebro
- medalje na svjetskim prvenstvima za juniore: 1 zlato

### Olimpijske igre
- Olimpijsko prvenstvo u veslanju - London 2012. - srebro, četverac na pariće (s Valentom Sinkovićem, Damirom Martinom, Martinom Sinkovićem)

### Svjetska prvenstva
- svjetsko prvenstvo u veslanju - Novi Zeland 2010. - zlato, četverac na pariće (s Valentom Sinkovićem, Damirom Martinom, Martinom Sinkovićem)

### Europska prvenstva
- europsko prvenstvo u veslanju - Portugal 2010. - srebro, četverac na pariće (s Valentom Sinkovićem, Damirom Martinom, Martinom Sinkovićem)

### Svjetska prvenstva za juniore
- svjetsko prvenstvo u veslanju za veslače mlađe od 23 godine - Hrvatska 2010. - zlato
- svjetsko prvenstvo u veslanju  - Nizozemska 2006. - srebro